# 条纹似白鮈
条纹似白鮈（学名：Paraleucogobio strigatus）为輻鰭魚綱鯉形目鲤科似白鮈属的鱼类。在中国，分布于黑龙江水系等，體長可達10.5公分。该物种的模式产地在朝鲜。

## 扩展阅读
維基物種上的相關：条纹似白鮈